# Owen Teale
Owen Teale (North Cornelly, Glamorgan, 20 de mayo de 1961) es un actor británico. Estudió en la Guildford School of Acting y se graduó en 1982. En 1997 recibió el premio Tony al mejor actor protagonista por su papel de Torvald Helmer en la obra de teatro Casa de muñecas.

## Filmografía
Cine:
- War Requiem (1989) - soldado desconocido
- Robin Hood (1991) - Will Scarlett
- Más allá de la sospecha (1993) - Ken Marsh
- Marco Polo: Haperek Ha'aharon (1997) - Adolph
- The Cherry Orchard (1999) - Lopahin
- The Search for John Gissing (2001) - Giles Hanagan
- Auto da Fe (2002)
- El rey Arturo (2004) - Pelagius (sin acreditar)
- Jack Brown and the Curse of the Crown (2006) - Jack Brown
- The Last Legion (2007) - Vatrenus
- A Meeting at Last (2008) - Eric
- Inconceivable (2008) - Richard Newman
- It's Alive (2008) - Sargento Perkins
- Love Me Forever (2008) - Peter Schwarz

Televisión:
| - The Mimosa Boys (1984) - Albie - Doctor Who (dos episodios, 1985) - Maldak - Bowen A'i Bartner (nº de episodios desconocido, 1985) - David Copperfield (cinco episodios, 1986) - Ham Peggotty - Knights of God (cinco episodios, 1987) - Dai - The Fifteen Streets (1989) - John O'Brien - Waterfront Beat (ocho episodios, 1990) - Mike McCarthy - Boon (un episodio, 1990) - Philip Braithwaite - Robin Hood, el magnífico (1991) - Will Scarlett - Great Expectations (un episodio, 1991) - Sr. Drummle - The Vacillations of Poppy Carew (1995) - Edmund Platt - Dangerous Lady (cuatro episodios, 1995) - Terry Patterson - The Thin Blue Line (un episodio, 1995) - Gary - Death of a Salesman (1996) - Happy - Wilderness (1996) - Dan Somers - Ruth Rendell Mysteries (dos episodios, 1996) - Bob North - Dangerfield (un episodio, 1996) - Dave Chapman - La guerre des moutons (1996) - Alan - Cleopatra (1999) - Grattius | - Ballykissangel (nueve episodios, 1999) - Conor Devlin - Beast (un episodio, 2001) - Mr. Head - La solución final (2001) - Dr. Roland Freisler - Ted and Alice (nº de episodios desconocido, 2002) - Barry Branch - Judas (2004) - Flavius - Island at War (tres episodios, 2004) - Wilf Jonas - Spooks (un episodio, 2004) - Robert Morgan (sin acreditar) - Donovan (un episodio, 2005) - Ronnie Paxton - Midsomer Murders (un episodio, 2005) - Mal Kirby - Timewatch (un episodio, 2005) - Erucius - Murphy's Law (cinco episodios, 2005) - Paul Allison - Marian, Again (2005) - Bernie Sullivan - Torchwood (un episodio, 2006) - Ewan Sherman - Tsunami: el día después (2006) - James Peabody - Lewis (un episodio, 2007) - Nicky Turnbull - The Last Detective (un episodio, 2007) - Tom Cornell - The Children (dos episodios, 2008) - Peter - Silk (dos episodios, 2011) - Brian Frogett - Juego de tronos (dos episodios, 2011) - Alliser Thorne - Line of Duty (serie de televisión) (2012) |